# Шлинген
Шлинген (њем. Schliengen) општина је у њемачкој савезној држави Баден-Виртемберг. Једно је од 35 општинских средишта округа Лерах. Према процјени из 2010. у општини је живјело 5.308 становника. Посједује регионалну шифру (AGS) 8336078.

## Географски и демографски подаци
Шлинген се налази у савезној држави Баден-Виртемберг у округу Лерах. Општина се налази на надморској висини од 225–1165 метара. Површина општине износи 37,5 km². У самом мјесту је, према процјени из 2010. године, живјело 5.308 становника. Просјечна густина становништва износи 142 становника/km².